# Muscadin
Ne doit pas être confondu avec Muscardin.
Cet article possède un paronyme, voir Muscadine.

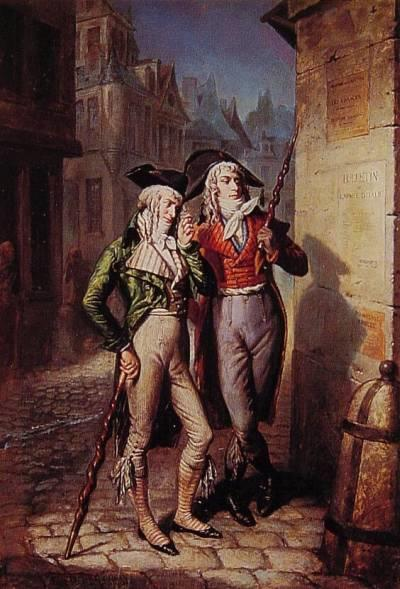
Eugène Lampsonius.
Les Incroyables (Les Muscadins),1863.

Muscadin, utilisé comme sobriquet, désigne pendant la Révolution un jeune royaliste qui affecte une mise excentrique.
Le mot trouve son origine à Lyon au XVIIIe siècle, probablement dans la Fabrique de la soie, et qui a de nombreuses significations. Il se fraye un chemin vers Paris à l'occasion du siège de la capitale en octobre 1793, mais n'entre dans le lexique national qu'après la Réaction thermidorienne pour désigner la jeunesse dorée qui se forme sous la direction du journaliste anti-jacobin Fréron.

## Les Commis du négoce
Dérivé du terme musc (utilisé en parfumerie), le mot muscadin fait partie du parler lyonnais dès le milieu du XVIIIe siècle, le Glossaire lyonnais de Du Pineau en atteste : « muscadin, n, m. – "faire le petit muscadin, le petit maître le musqué" » .
On sait d'autre part que le terme a longtemps désigné les commis de magasin lyonnais, le Larousse du XXe siècle, édition de 1931 le relève encore, après le dictionnaire des Goncourt (etc.). Surtout, un mémoire de 1794, Le Siège de Lyon ou le triomphe de la calomnie, écrit par un caporal de l'armée du siège, Thomas Nicolas Casati, indique que le sobriquet était à l'origine celui des commis et qu'il aurait été attribué aux soldats du siège par la malice des Jacobins.
En s'appuyant sur ces constatations et sur l'intuition fortement étayée de l'historien Claude Riffaterre de chercher l'origine du terme dans « l'hostilité des ouvriers contre les gros négociants et leurs serviteurs musqués », Jacques Branciard, présente l'hypothèse d'une formation du terme au sein de la Grande Fabrique, la Fabrique de la soie, c'est-à-dire le cœur battant de Lyon au XVIIIe siècle. Le sobriquet aurait été attribué par les ouvriers en soie – les futurs canuts – aux commis du négoce, ceux qui traitaient en direct avec eux et qui souvent les maltraitaient.

## La Milice d'Imbert-Colomès
1789 fut marquée à Lyon par des émeutes contre les octrois. Pour les réprimer, le premier échevin Jacques Imbert-Colomès, qui dirigeait le Consulat en l'absence du Prévôt Tolozan de Monfort, fit appel à la troupe de ligne. Il ressentit également le besoin de former une milice à sa main dans laquelle il invita à s'enrôler les « bons citoyens », sous-entendu les fils de familles nobles ou bourgeoises. Pour renforcer cette troupe qui sans cela n'aurait peut être pas été assez nombreuse, on y recruta également ceux qui étaient les fidèles serviteurs de la plupart des grandes familles lyonnaises : les commis. Ce que voyant, le peuple de Lyon fit passer le sobriquet de muscadin sur les épaules de l'ensemble de cette nouvelle troupe.
Bien équipée, entraînée, la milice du 1er échevin vint facilement à bout des émeutes lyonnaises et elle put encore s'employer dans le Dauphiné tout proche, en allant mater les insurrections paysannes de l'été 1789. L'auteur lyonnais Ballaguy nous raconte que les miliciens lyonnais remplirent également assez facilement cette mission et que c'est en s'en retournant victorieux dans la capitale des Gaules, alors qu'ils traversaient le faubourg de la Guillotière, « que les habitants, montés sur les toits, les accablèrent d'une grêle de pierres et de tuiles, les traitant déjà de « muscadins, chasseurs de Crémieu ». Il fallut amener de Lyon, pour les dégager, des dragons et des suisses, sans compter le reste de la milice ».

## Les corps d'élite de la Garde nationale
Pendant les premiers mois de la période révolutionnaire, la milice des muscadins va donc être l'instrument du 1er échevin royaliste, Jacques Imbert Colomès, pour résister à la mise en place des nouvelles institutions. Elle ne sera dissoute qu'en février 1790, date à laquelle le peuple de Lyon pille l'arsenal et marche sur le logis du 1er échevin qui doit s'enfuir par les toits. 
Dès lors la garde nationale peut se mettre en place à Lyon. 
Les « bons citoyens » vont cependant continuer de se distinguer en intégrant les compagnies de grenadiers qui portent uniformes, épaulettes, insignes, grenades et houppettes et qui revendiquent les meilleures places, tandis que les ouvriers en soie servent dans les compagnies du centre qui n'ont pas d'équipement particulier. Les mêmes causes ayant les mêmes effets, les soldats de ces compagnies bénéficient également du sobriquet de muscadins.

## L'Armée du siège
Au printemps 1793, tandis qu'à Paris la Commune impose à la Convention la proscription des Girondins (2 juin), à Lyon (29 mai) le mouvement de bascule inverse se produit : alors que les Montagnards locaux, les « Chaliers », tiennent la municipalité, ils sont renversés par un coup de force des modérés. Dès lors la confrontation est pratiquement inévitable. Tandis que Dubois Crancé s'emploie à faire marcher une partie de l'armée des Alpes sur la capitale des Gaules, à Lyon, on constitue une « armée départementale » dont on confie le commandement à Louis François Perrin de Précy.
Tout naturellement, les grenadiers de la garde nationale vont prendre place dans cette nouvelle force qui du coup va devenir à son tour l'armée des muscadins. Nouveauté : le sobriquet péjoratif qui moquait les commis et les miliciens de 1789 est désormais revendiqué, en témoigne le refrain de leur chant de marche :
Tremblez donc sacrés Jacobins

Voilà, voilà les muscadins.
Le 8 août, le siège est mis devant la ville. L'État-major, les représentants en mission qui dirigent les opérations vont faire des rapports fréquents à la Convention et au Comité de Salut public. Pour désigner les Lyonnais, ils reprennent le terme de muscadins qui va arriver de cette façon aux oreilles des autorités parisiennes.

## Des jeunes Parisiens s'opposent à la levée en masse du printemps et de l'été 1793
Dans le même temps ou presque, à partir de mai 1793, à Paris, en réaction aux opérations successives de mobilisation, une certaine jeunesse parisienne issue de la boutique et de la basoche va manifester dans les rues, allant même jusqu'à faire le coup de poing contre les Sans-culottes . Le mot a-t-il déjà gagné la rue parisienne, est-ce l'œuvre du Conventionnel ? Toujours est-il que le 5 septembre 1793, Barère, évoquant à l'assemblée nationale les réfractaires à la conscription, les qualifie de muscadins et donne du même coup une définition du terme : « Ce nom qu'une jeunesse orgueilleuse s'est fait donner et qui attestera à la postérité qu'il a existé en France, au milieu de sa révolution, des jeunes gens sans courage et sans patrie ».

## Les bandes royalistes de Fréron
Ces premiers muscadins stigmatisés par Barère ne feront pas parler d'eux bien longtemps. Comme le note François Gendron, alors que la Terreur est mise à l'ordre du jour, en septembre 1793, le climat ne leur est pas favorable et ceux qui ne sont pas incarcérés se font oublier.  
Ce n'est qu'après la chute de Robespierre (9 Thermidor an II - 27 juillet 1794) que la jeunesse dorée va refaire surface et même tenir le haut du pavé à partir du mois de septembre. Sous la houlette du journaliste Fréron, depuis leur quartier général du Café des Canonniers au Palais Royal, ces muscadins vont faire la chasse aux Sans-Culottes et même obtenir la fermeture du Club des Jacobins le 11 novembre 1794.
C'est alors seulement que ce terme lyonnais s'impose dans le vocabulaire courant.